# Dømmer ikke
Dømmer ikke er en dansk stumfilm fra 1920 med instruktion og manuskript af Fritz Magnussen.

## Handling
Statsadvokaten Marcus Bloomer dødsdømmer en fange, der viser sig at være hans søn.

## Medvirkende
- Olaf Fønss - Statsadvokat Bloomer / Geert Jerome
- Ebba Thomsen - Reine Jerome, Geerts mor
- Thilda Fønss - Gertrude
- Ellen Dall - Louison Rameau
- Gudrun Bruun Stephensen - Missy Archbold
- Torben Meyer - Philip Saphir, antikvitetshandler
- Herman Florentz - Pastor Weit
- Philip Bech - Døden / Bødlen
- Valdemar Møller
- Henny Lauritzen